# Caesalpinia spinosa
Caesalpinia spinosa là một loài thực vật có hoa trong họ Đậu. Loài này được (Molina) Kuntze miêu tả khoa học đầu tiên.

## Hình ảnh

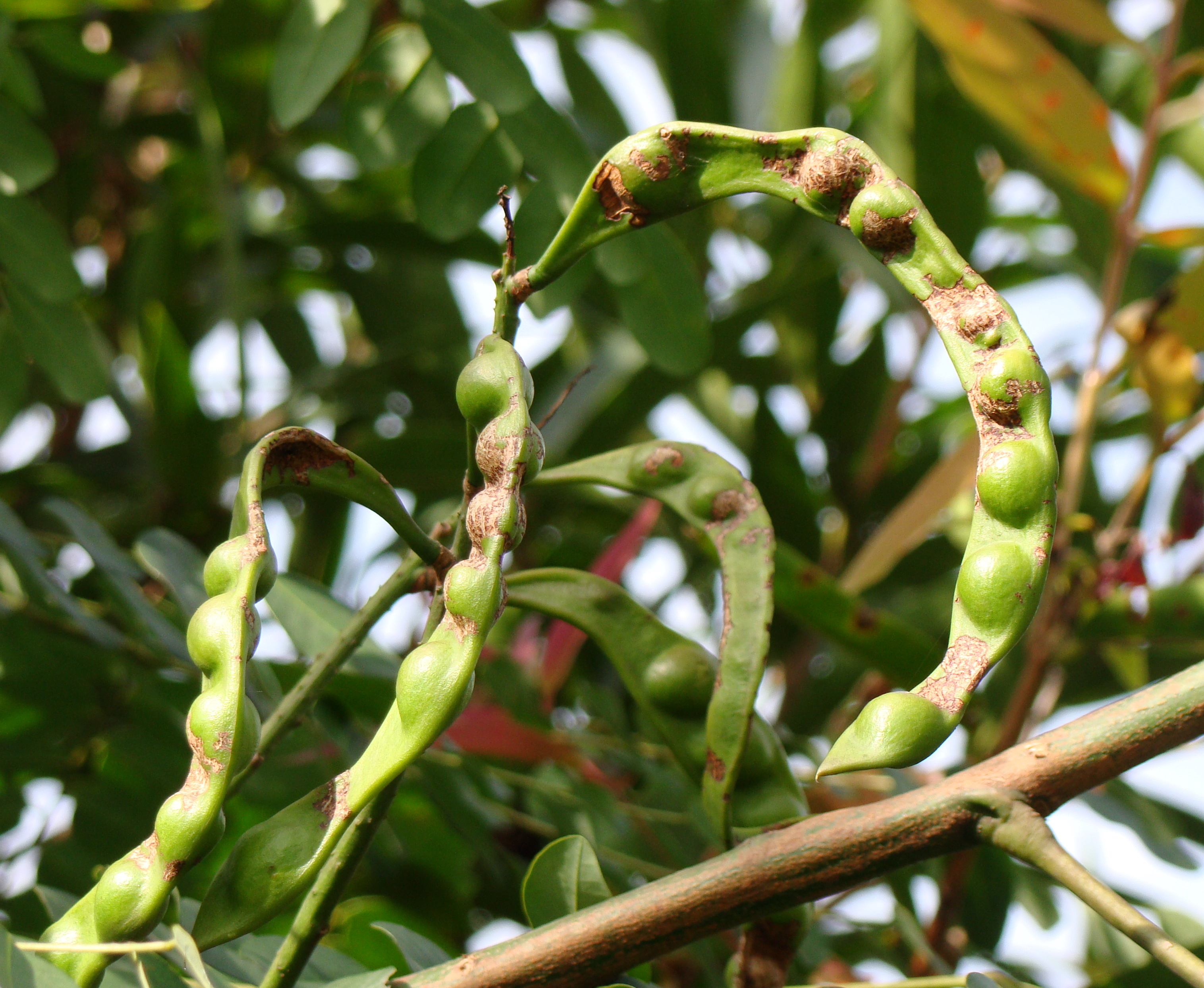